# Буткевич Тимофій Іванович
Тимофі́й Іва́нович Бутке́вич (21 лютого 1854 — 1925) — протоієрей, богослов, публіцист, автор «рос. Историко-статистического описания Харьковского кафедрального Успенского собора» — своєрідної енциклопедії духовного життя м. Харкова.

## Життєпис
Народився в селі Велика Рогозянка Харківського повіту Харківської губернії Російської імперії, в родині священника.
Завершив навчання у Харківському духовному училищі, Харківській духовній семінарії та в Московській духовній академії.
У 1878 р. прийняв священиче свячення, протоієрей. В 1882—1884 рр. служив у Храмі Усікновення глави Іоанна Предтечі у Харкові.
У 1894—1906 роках — професор богослов'я в Харківському університеті.
1893 та 1897 року обирався до Харківської міської думи.
З 1903 року — доктор богослов'я.
З 1906 р. — член державної ради, входив до її «правого крила», брав активну участь у правомонархічному русі. Виступав запеклим противником навіть досить помірних прогресивних починань. З 1906 р. — член Святійшого правлячого синоду.
Після Лютневої революції повернувся до м. Харкова.
Помер у м. Харків (УРСР) від запалення легень та паралічу серця.